# بيانات رصد سابقة الاستنباط

بيانات رصد سابقة الاستنباط (بالإنجليزية: precovery observations.)‏.في علم الفلك، البريكوفيري precovery هو أختصار (لعبارة pre-discovery recovery) هي عملية العثور على صورة جرم فلكي في الصور المؤرشفة القديمة أو لوحات التصوير الفوتوغرافي لغرض حساب مدار الجرم بدقة أكثر. يحدث هذا في معظم الأحيان مع الكواكب الصغيرة، ولكن في بعض الأحيان مع المذنب، كوكب قزم، قمر طبيعي، أو نجم عثر على صورة لة في الصور المؤرشفة القديمة؛ أو حتى بيانات رصد سابقة لكوكب خارج المجموعة الشمسية.

## أمثلة

### الكواكب القزمة
اكتشاف وتاريخ بيانات رصد سابقة للكواكب القزمة المعروفة المعروفة والمحتملة::
| الجرم         | تاريخ الإكتشاف | تاريخ البينات المستعادة |
| ------------- | -------------- | ----------------------- |
| 2 باللاس      | 1802           | 1779                    |
| بلوتو         | 1930           | 1909                    |
| هويا          | 2000           | 1996                    |
| إكسيون        | 2001           | 1982                    |
| كواور         | 2002           | 1954                    |
| 3072612002 MS | 2002           | 1954                    |
| سدنا 90377    | 2003           | 1990                    |
| أوركوس        | 2004           | 1951                    |
| هاوميا        | 2004           | 1955                    |
| إريس          | 2005           | 1954                    |
| ماكيماكي      | 2005           | 1955                    |
| اوار10        | 2007           | 1985                    |
| 2013 FZ27     | 2013           | 2001                    |
| 2015 RR245    | 2015           | 2004                    |